# Druemunke (slægt)
Slægten Druemunke (Actaea) er udbredt med 4-8 arter i de tempererede egne af Europa og Nordamerika. Det er stauder med kraftig, busket vækst, uligefinnede blade og korte, oprette blomsterklaser. Alle arterne er giftige. Her omtales kun de arter, der er vildtvoksende i Danmark, eller som dyrkes her.
Slægten står tæt på Sølvlys (Cimicifuga) og Souliea, og botanikerne vil have arterne i disse slægter indordnet under Druemunke. Dermed er artsantallet steget til et sted mellem 25 og 30.
| Beskrevne Arter |

- Østasiatisk sølvlys ("Cimicifuga dahurica" → Actaea dahurica)
- Druemunke (Actaea spicata)
- Hvid druemunke (Actaea pachypoda)
- Sort sølvlys ("Cimicifuga racemosa" → Actaea racemosa)
- Rød druemunke (Actaea rubra)
- Oktobersølvlys ("Cimicifuga simplex" → Actaea simplex)

| Andre Arter |

- Actaea asiatica
- Cimicifuga arizonica = Actaea arizonica
- Cimicifuga calthifolia = Beesia calthifolia
- Cimicifuga foetida = Actaea cimicifuga
- Cimicifuga rubifolia = Actaea cordifolia
- Cimicifuga elata = Actaea elata
- Cimicifuga heracleifolia = Actaea heracleifolia
- Cimicifuga acerina = Actaea japonica
- Cimicifuga podocarpa = Actaea podocarpa
- Cimicifuga cordifolia = Actaea podocarpa
- Cimicifuga americana = Actaea podocarpa
- Actaea vaginata

## Note
1. ↑  Jævnfør GRIN: Actaea Arkiveret 4. november 2004 hos  Wayback Machine